# Karl Holtz
Karl Holtz (* 14. Januar 1899 in Berlin; † 18. April 1978 in Rehbrücke) war ein deutscher Grafiker, Zeichner und Karikaturist.

## Leben
Karl Holtz besuchte von 1909 bis 1913 ein Gymnasium in Danzig und von 1914 bis 1919 die Unterrichtsanstalt des Kunstgewerbemuseums Berlin, wo er seine künstlerische Ausbildung durch den Maler Emil Orlik und den Grafiker Ludwig Sütterlin erhielt. Bereits 1916 erschienen seine ersten Arbeiten: eine Karikatur im Ulk sowie Zeichnungen im Wieland und in Lustige Blätter. Im Ersten Weltkrieg leistete er 1918 seinen Wehrdienst in Zabern und Straßburg.
Während der Novemberrevolution erschienen seine Karikaturen in der Zeitung Die Rote Fahne, und Holtz beteiligte sich 1919 an den Kämpfen in Berlin. Von 1920 bis 1923 war er unterwegs durch Deutschland, Italien, Frankreich und Tunesien. Nach seiner Rückkehr wurde er 1924 Zeichner bei den sozialdemokratischen Blättern Der wahre Jacob und Lachen Links, wo auch Friedrich Wendel als Redakteur tätig war. 1928 begann die Mitarbeit beim Eulenspiegel und 1931 bei Die Ente. In dieser Zeit arbeitete Karl Holtz auch für die Buchgemeinschaft Der Bücherkreis.
1932 wurde er ansässig in Rehbrücke bei Potsdam und bezog dort 1936 ein eigenes Haus. Infolge der Machtübernahme kam es 1933 zu einem Berufsverbot als Pressezeichner und er übernahm Tätigkeiten als Zeichner und Werbegrafiker. 1937 wurden in der Aktion „Entartete Kunst“ aus dem Städtischen Kunst- und Gewerbemuseum Dortmund und der Städtischen Kunstsammlung Gelsenkirchen zwölf seiner Lithografien beschlagnahmt und zum Teil vernichtet.
Nach seiner Soldatenzeit von 1939 bis 1945 kehrte Karl Holtz nach Rehbrücke bei Potsdam in die Sowjetische Besatzungszone zurück und arbeitete für Ulenspiegel, Neue Berliner Illustrierte, Freie Welt, Schleswig-Holsteinische Volkszeitung, Leipziger Zeitung, Observer und Nebelspalter.
Weil das Schweizer Satiremagazin Nebelspalter in seiner Nummer 21/1949 eine Stalin-Karikatur veröffentlicht hatte, wurde Karl Holtz verhaftet. Ein sowjetisches Militärgericht verurteilte Holtz 1949 zu einer Haftstrafe von 25 Jahren, die im  Zuchthaus Bautzen vollstreckt wurde. Am 25. Juli 1956 kam er im Wege einer Begnadigung, jedoch ohne Rehabilitierung vorzeitig frei. Nach seiner Entlassung konnte Karl Holtz in Rehbrücke wieder für bisherige Auftraggeber arbeiten.

## Bücher mit Illustrationen von Holtz
- Das System Noske. Eine politische und satyrische Abrechnung. Gemeinsam mit Felix Stössinger. Freiheit, Berlin 1920.
- Die verkehrte Welt in Knüttelversen dargestellt von Kaspar Hauser. Gemeinsam mit Jörg Mager oder Kurt Tucholsky[2]. Freiheit, Berlin 1922.
- Das Schloß der Wahrheit – Ein Märchenbuch. Gemeinsam mit Hermynia Zur Mühlen. Verlag der Jugendinternationale, Berlin 1924. (Faksimileausgabe: Verlag Tribüne, Berlin 1983. Nachwort von Horst Kunze.)
- Neue Sächsische Miniaturen. Gemeinsam mit Hans Reimann. Reissner, Dresden 1928.
- Rudolf Arnheim: Stimme von der Galerie. 25 kleine Aufsätze zur Kultur der Zeit. Dr. Wilhelm Benary, Berlin-Schlachtensee 1928.
- Gut Holtz! Zusammengestellt von Karlheinz Dieter. Tascheneulenspiegel Nr. 33. Eulenspiegel, Berlin 1962.
- Holtzauktion. Zusammengestellt von Sonja Lufer. Eulenspiegel, Berlin 1964.
- Aus der Holtzkiste. Eulenspiegel, Berlin 1971.
- Karl Holtz. Hrsg. von Wolfgang U. Schütte (= Klassiker der Karikatur, Band 21), Eulenspiegel, Berlin 1983.

## Ausstellungen (unvollständig)
- 1925: Moskau, Saratow und Leningrad, Erste Allgemeine Deutsche Kunstausstellung
- 1958: Dresden, Vierte Deutsche Kunstausstellung
- 1974: Ost-Berlin, Kleinmachnow, Leipzig und Greiz. Einzelausstellung
- 1978: Berlin, Nationalgalerie („Revolution und Realismus“)
- 1985: Erfurt, Gelände der Internationalen Gartenbauausstellung („Künstler im Bündnis“)
- 1986: Leipzig, Museum der Bildenden Künste („Worin unsere Stärke besteht“)